# Ahrenshöft
Ahrenshöft (North Frisian: Oornshaud; tiếng Đan Mạch: Arnshøft, Arenshøft, Arenshoved, hay Arenshøvt) là một đô thị thuộc huyện Nordfriesland, bang Schleswig-Holstein, Đức.